# Allan Warren
Michael Allan Warren (sinh ngày 26 tháng 10 năm 1948 tại Wimbledon, London) là một nhà văn xã hội người Anh, nhiếp ảnh gia, và diễn viên. Tác phẩm của ông bao gồm các tác phẩm của nhiều nhân vật nổi tiếng trong cuối thập niên 1960, thập niên 70 vào những năm 80, chẳng hạn như các thành viên của Hoàng gia Anh, các chính trị gia có ảnh hưởng và các nghệ sĩ âm nhạc và văn học cũng như một số người nổi tiếng của Hollywood của thời đại.